# Роздобудько Ірен Віталіївна
Іре́н Віта́ліївна Роздобу́дько (нар. 3 листопада 1962, Донецьк) — українська письменниця, ілюстраторка та сценаристка, викладач кінодраматургії. До початку письменницької та сценарної кар'єри видала кілька російськомовних збірок поезій та працювала журналісткою.

## Біографія
Народилася  3 листопада 1962 року в Донецьку. Закінчила факультет журналістики Київського національного університету.
Працювала в Донецькому відділку ТАРС-РАТАУ телетайпісткою, у багатотиражці Донецького металургійного заводу — журналісткою та дикторкою радіогазети.
З 1988 року живе в Києві, працювала в газеті «Родослав», коректоркою журналу «Сучасність», оглядачкою на першому й третьому каналах Національної радіокомпанії, оглядачкою в газеті «Всеукраїнські відомості», заступницею головного редактора в журналі «Наталі», головною редакторкою у журналі «Караван історій. Україна» та журналісткою у часописі «Академія». Нині доцент, художній керівник курсу кінодраматургів Київського національного університету театру, кіно і телебачення ім. І. Карпенка-Карого.
Працювала також офіціанткою в ресторані, шпрехшталмейстеркою в цирку, снігуронькою[уточнити] у фірмі «Свято», завідувачкою відеосалону у кінотеатрі.
Має доньку Яну, двох онуків. Вишиває бісером, грає на гітарі, малює вітражі.

## Бібліографія

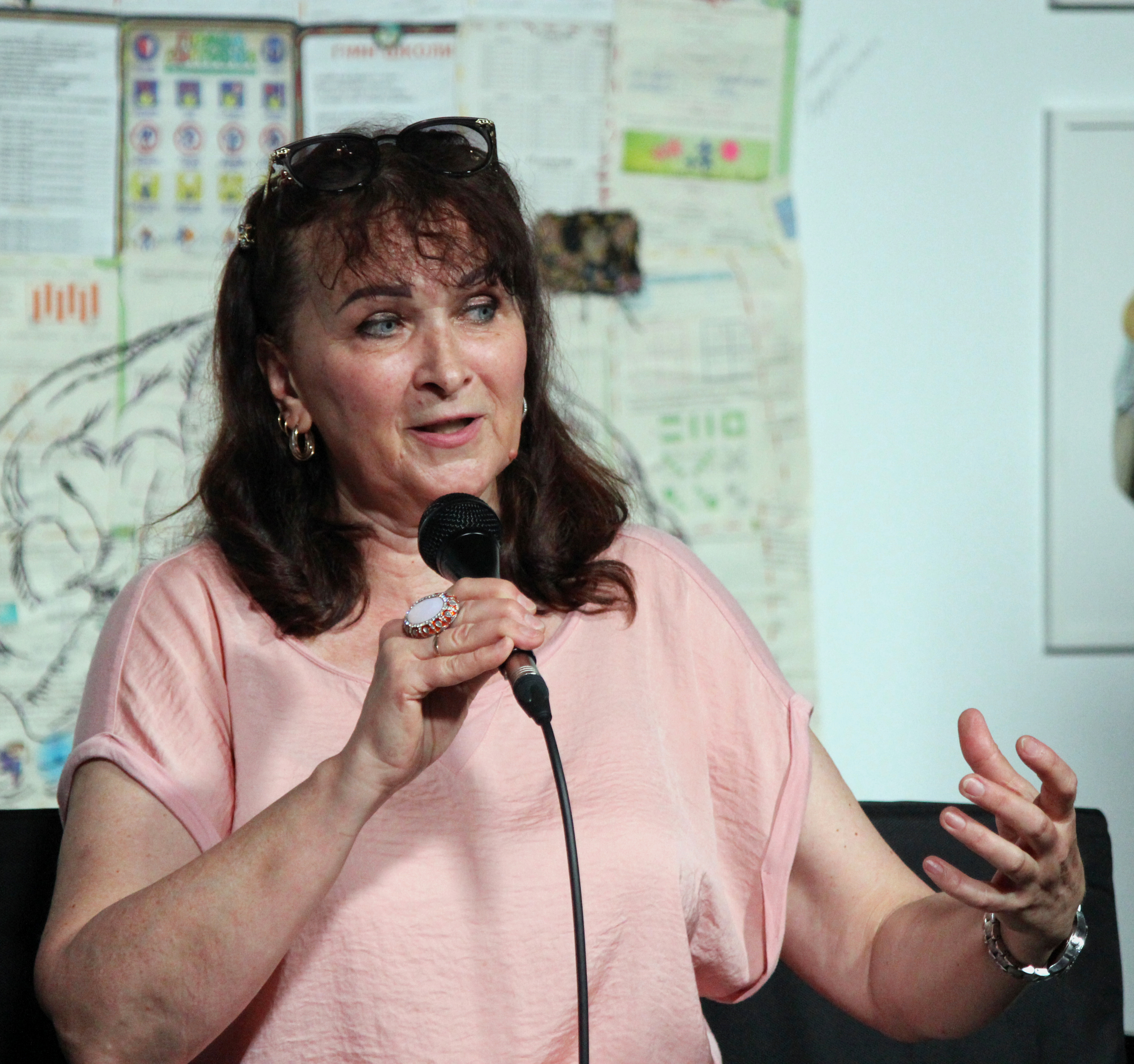
Ірен Роздобудько на Книжковому Арсеналі 2021

## Кар'єра письменниці та ілюстраторки
Роздобудько — авторка ілюстрацій до книг Лариси Масенко, Оксани Соловей, Леся Танюка. Авторка двох збірок поезій російською: «Штрих на черной клейонке» (Молодь, 1990), «Ангелы на проводах» (Світовид, 1994)
В одному з інтерв'ю зізналася, що колись зовсім не володіла українською. Вивчивши ж українську мову та почавши писати романи — стала однією з найуспішніших та найтитулованіших авторок України. Зараз є авторкою майже сорока романів та дитячих книжок, які стали бестселерами, були екранізовані. Авторка кіносценаріїв багатьох успішних фільмів та міні-серіалів.

## Переклади
Переклади англійською
- «The Lost Button». (Glagoslav Publications Ltd. 2012; translated from the Ukrainian: ?)

Переклади російською
- «Увядшие цветы выбрасывают» (Фоліо, 2007; пер. з укр: ?);
- «Утренний уборщик. Шестая дверь» (Фоліо, 2007; пер. з укр: ?);
- «Пуговица» (Фоліо, 2008; пер. з укр: ?);
- «Две минуты правды» (Фоліо, 2009; пер. з укр: ?);
- «Мелкий бисер»[13] (Фоліо, 2009; пер. з укр: ?);
- «Двенадцать, или Воспитание женщины в условиях, не пригодных для жизни» (Фоліо, 2012; пер. з укр: ?);
- «Амулет Паскаля» (Фоліо, 2012; пер. з укр: ?);
- «Последний бриллиант миледи» (Фоліо, 2012; пер. з укр: ?);
- «Лицей послушных жен» (КСД, 2013; пер. з укр: Ольга Синюгіна);
- «Сделай это нежно» (Фоліо, 2014; пер. з укр: ?);
- «Я знаю, что ты знаешь, что я знаю...» (Фоліо, 2014; пер. з укр: ?);
- «Смертельный эскорт» (Фоліо, 2014; пер. з укр: ?);
- «Двенадцать. Увядшие цветы выбрасывают» (Фоліо, 2014; пер. з укр: ?);
- «Амулет Паскаля. Последний бриллиант миледи» (Фоліо, 2014; пер. з укр: ?);
- «Одолеть темноту» (Фоліо, 2014; пер. з укр: ?);
- «Пуговица. Утренний уборщик. Шестая дверь» (Фоліо, 2014; пер. з укр: ?);
- «Ловушка для жар-птицы» (Фоліо, 2014; пер. з укр: ?);
- «Пуговицы» (Пуговица; Пуговица. 10 лет спустя) (КСД, 2016  пер. з укр: ?);

## Фільмографія
- "Ґудзик" (2009)

- "Почати спочатку. Марта" (4 серії) (2009)
- "Осінні квіти" (4 серії) (2009).
- "Таємничий острів" (1 серія), (2009)
- "Пастка" (4 серії) (2010)
- "Поводир" (2013)
- "Жереб долі" (2015)
- "Особистий інтерес" (2015)
- "Вирок ідеальної пари" (2016)
- "Два полюси любові" (2017)
- "Родинні зв‘язки" (2017)
- "Тінь кохання" (2018)
- "Неймовірна" ("Одержима") – сценарій написаний за грантом УКФ 2018 р.
- "Подвійний іммельманн" (2021)

## Відзнаки
- Лавреатка (2000, 2001) та переможниця (2005) літературних конкурсів «Коронація слова»;[джерело?] Спеціальна відзнака конкурсу «Коронація слова 2011» у номінації «Кіносценарії» за «Садок Вишневий…» (разом із Олесем Саніним);[джерело?], переможниця  "Ґранд-Коронація" за роман "Фаріде" (2021) [14]
- 1 місце за кращій сценарій (фільм «Ґудзик»)  на міжнародному телевізійному фестивалі «Маслина-Олива» в м. Бар (Чорногорія) (2008 р.)
- Відзнака «Золотий письменник України» (2012);[15]
- Фіналістка Шевченківської премії у номінації «Література» (2019).[16]
- Всеукраїнський конкурс “Коронація Слова” (2020): Перше місце в номінації "Кіносценарії" за сценарій фільму "Подвійний іммельманн" та спецвідзнака «Симпатія Одеської кіностудії» за кіносценарій “Кіготь і Велика Ханум”.[17]
- “Гранд Коронація Слова” (2021): Перше місце в номінації "Видані романи" за роман "Фаріде"[18]
- Премія імені Дмитра Нитченка (2022) [19]
- Премія імені Івана Огієнка (2023, у галузі літератури)[20]